# Камінний хрест (фільм)
«Камі́нний хрест» — український радянський художній фільм режисера Леоніда Осики. Відзнятий 1968 року на Національній кіностудії художніх фільмів імені Олександра Довженка за мотивами новел Василя Стефаника «Камінний хрест» та «Злодій».
Займає 5-у позицію у списку 100 найкращих фільмів в історії українського кіно.

## Сюжет
Старий селянин Іван Дідух носить на гору землю, щоби зробити там родючу ділянку. За якийсь час він, чуючи пташиний спів, кричить, щоби Бог не посилав йому птаха, бо настрій в Івана зовсім не веселий. Прилігши, натомлений Іван вголос роздумує, що не здатний більше до праці. Ділянка, догляду за якою він присвятив життя, не справдила сподівань на самостійне заможне життя. Селянин почувається чужим на рідній землі та за наполяганням синів погоджується переїхати з ними та дружиною в Канаду, як і багато українців того часу.
Дія переноситься в минуле, коли Іван ще був сильним господарем. До його обійстя вночі пробирається злодій, Іван кидає вила та ранить його, а потім, зжалившись, впускає додому. Господар спиняє кров непроханому гостеві. Злодій вагається: бажає господар добра чи, може, лише готує до розправи. У розмові Іван згадує, що збирав гроші (які хотів украсти злодій) для переїзду в Канаду. Невдовзі приходять двоє сусідів, які шукають того самого чоловіка й підозрюють, що Іван переховує його. Господар запрошує їх до хати, а злодія називає своїм гостем. Усі четверо сідають за стіл. Злодій, п'ючи горілку чарку за чаркою, чекає покарання.
Поступово між присутніми зав'язується розмова, господарі радяться, яку кару застосувати, для чого розпитують про походження злодія, звідки він та як став злочинцем. Іван сумнівається, чи правильно він вчинить, убивши людину, що пішла на злочин через бідність. Поступово злодій сміливішає та погоджується прийняти кару, хай яка вона буде. Очікуючи смерті, він прощається з Іваном і цілує йому руку. Зрештою господарі тягнуть злодія з хати, хоч той вже щиро готовий прийняти смерть.
Іван готується покинути батьківщину разом із синами та дружиною, але боїться, що буде забутий, зникне з пам'яті людей, як той злодій. Тому на пам'ять про себе витесує камінного хреста. Він тягне його на гору, яку роками доглядав, а спустившись, прощається з односельцями. До нього сходяться родичі й сусіди, дорослі сини Івана також прибувають. Не всі приймають його рішення, дехто дорікає, обурюється, що більше не буде з ними. Прощання нагадує Іванові власний похорон, він намагається розвеселити присутніх. Він роздумує вголос про те, що насправді людям на його батьківщині вже не треба землі, а тільки грошей; дедалі глибша прірва між бідняками і багачами поглинає чесність, позбавляє впевненості. Присутні обіцяють пам'ятати Івана й не минати його хреста. Переодягнувшись, як і дружина з синами, у костюм, Іван замовляє музи́кам грати веселу мелодію.
Вже перед самим від'їздом Іван разом із односельцями іде хресним ходом і відвідує церкву. Слова церковної відправи звучать тут як спів за упокій Івана, а підвода з його пожитками схожа на труну. Родина вирушає з Іваном, він зникає за обрієм, а камінний хрест лишається нагадуванням про нього.

## Символізм
У короткому пролозі показано працю Івана Дідуха, камера слідкує за ним відсторонено, часто з висоти пташиного лету. Перший кадр — знамените сходження на гору, — вважається репрезентативним для всього фільму (а може, й для українського кіно в цілому, враховуючи, що його помістили на обкладинку українського видання «Історії українського кіно» Любомира Госейка). У цьому кадрі ландшафт тяжіє над людиною і водночас обрамлює її, це — героїчний дискурс суворого аскетичного життя, тяжкої фізичної праці і боротьби з природою. Тут існує лише людина і її героїчна, тривала боротьба із значно більшою за неї силою. Щоправда, Іван Дідух схожий радше не на трагічного героя, а на працьовиту мураху, яка тягне свою важку ношу і поступово мімікрує під своє середовище, — його обличчя подібне до скиби сухої землі. І все ж це якраз той архаїчний селянин, який стоїть у центрі українського поетичного кіно. Але цей монументальний образ подається для того, щоб піддатися деконструкції в наступній частині.
Друга частина фільму заснована на новелі «Злодій», із широких натурфілософських масштабів переноситься в замкнений, клаустрофобічний простір хати. З таким наближенням невинна працьовита мураха перетворюється на жорстокого хижака. Перше, що ми чуємо і бачимо — це крик і те, як у ногу злодія впиваються вила, кинуті Іваном Дідухом. Далі новела цілком побудована на статичних великих планах, камера впритул роздивляється героїв — злодія, Івана Дідуха і двох ґазд, які прийшли, щоб убити злодія. Ґазди п'ють, і навіть співають, і загалом поводяться так, наче вони прийшли до сусіда допомогти заколоти свиню. Несумірність злочину і кари, холоднокровна жорстокість селян пояснюється тим, що для них злодій значить навіть менше за худобу, бо не належить до спільноти, бо чужий. Звідси й їхній гнів і обурення, коли злодій цілує руку Івана Дідуха, апелюючи тим самим до християнського співчуття, або ж, загалом, до універсального закону рівності всіх людей.
У фільмі не подано словесних коментарів цього епізоду. Утім, це вклинювання «іншої» історії, в якій Іван Дідух із миролюбного трудівника перетворюється у ката, спонукає розглядати Івана як не лише жертву обставин, носія духовності тощо, і наділяє його чужістю, яку він сам відчуває.
У третій, фінальній частині відбувається повернення до стефаниківського Івана Дідуха, показано його прощання з односельцями. Тут видно і ґазд з попередньої новели, які виділяються серед загалом нижчого, менш виразного натовпу селян. Тут же з'являються цілком дорослі сини Івана Дідуха, які показово відсутні у новелі про злодія. Камера роздивляється людей, час від часу натрапляючи на Івана Дідуха і його сім'ю, але не концентруючись на них. Вона розміщена на рівні людського погляду, більше того — вона буквально вештається поміж людьми, як невидимий, чужий спостерігач. Цей відсторонений погляд справляє моторошне враження погляду мерця на власному похороні.
Хрестоматійна інтерпретація оповідання і фільму, за якою Іван Дідух сприймає від'їзд як власну смерть і через це ставить по собі хрест, підривається новелою про злодія, в якій показано протилежну ситуацію. У ній є реальна смерть, але немає її символізації, це абсолютна смерть, зникнення без сліду. Саме такої смерті найбільше боїться Іван Дідух, коли, залишаючись живим, він воднораз перетворюється на чужака, бо більше не належить до спільноти, яка визначала за нього закони його існування. Тому погляд камери — це і його власний погляд, і погляд мертвого злодія, чужого, яким він тепер став.

### Акторський склад
- Данило Ільченко
- Борислав Брондуков
- Костянтин Степанков
- Василь Симчич
- Антоніна Лефтій
- Іван Миколайчук
- Борис Савченко
- Катерина Матейко
- Олекса Атаманюк

### Знімальна група
- Сценарист: Іван Драч
- Режисер-постановник: Леонід Осика
- Оператор-постановник: Валерій Квас
- Художник-постановник: Микола Рєзник
- Композитор: Володимир Губа
- Звукооператор: С. Сергієнко
- Режисер: Олександр Козир
- Оператор: Олег Мартинов
- Гример: Н. Блажевич
- Режисер монтажу: Марфа Пономаренко
- Редактор: Л. Чумакова
- Консультанти: К. Стефаник, Георгій Якутович
- Інструментальний ансамбль Державного симфонічного оркестру УРСР, диригент: Володимир Кожухар
- Директор картини: Н. Юр'єва

### Нагороди
- 1968 — Диплом Валерію Квасу за найкращу операторську роботу — Всесоюзний кінофестиваль у Ленінграді
- 1968 — Диплом Бориславу Брондукову за найкращу чоловічу роль — Всесоюзний кінофестиваль у Ленінграді
- 1995 — Перша премія Леоніду Осиці за роботу над фільмом «Камінний хрест» — кінофестиваль православного мистецтва «Золота Оранта»
- 1997 — Вручено Державну премію України імени Тараса Шевченка режисеру Леоніду Осиці за фільми «Камінний хрест», «Захар Беркут», «Подарунок на іменини», «Гетьманські клейноди».